# Adolph Frederik Krieger
Adolph Frederik Krieger (født 4. februar 1767 i København, død 15. september 1839 i Frederiksort) var en dansk officer.
Han var søn af viceadmiral Johan Cornelius Krieger og hustru og havde en række kendte brødre. Han sluttede sin karriere som generalmajor og kommandant i Frederiksort.
Han ægtede 1. gang 24. oktober 1792 Johanne Henriette de Fisker (30. december 1776 - 22. december 1798), datter af Henrik Fisker, og 2. gang 17. marts 1800 Caroline Mariane von Gottberg (8. marts 1779 - 1. september 1830 i Frederiksort).